# Kulú (Rússia)
Kulú (en rus: Кулу) és un poble de l'óblast de Magadan, a Rússia. Es troba al marge dret del riu Kulú, al qual deu el seu nom, que significa 'riu profund' en txuktxi.